# Coupe d'Europe des voitures de tourisme
Navigation
Championnat FIA ETCC
La Coupe d'Europe FIA des voitures de tourisme (en anglais : FIA European Touring Car Cup ou FIA ETC-Cup) est une épreuve de course automobile sur circuit réunissant des voitures de tourisme disputée de 2005 à 2017 parallèlement au Championnat du monde des voitures de tourisme (WTCC).

## Historique
L'ETC Cup a été créé en 2005 après la disparition du Championnat FIA ETCC dans le but de réunir les concurrents des différents championnats nationaux de tourisme en Europe (tous les championnats avec la réglementation FIA). De 2006 à 2009, il n'y avait qu'une seule épreuve (qui était considérée à elle seule comme étant la Coupe d'Europe FIA). En 2010, le calendrier est constitué de plusieurs événements différents pour revenir au format initial en 2011. La saison 2012 se déroule comme en 2010 mais 3 des 4 épreuves qui composent le calendrier sont des meetings en commun avec le WTCC. La saison 2017 est la dernière du championnat.

## Voitures
Les voitures acceptées sont de plusieurs catégories différentes, toutes validées par la FIA:
- FIA Super 2000 (également utilisée en WTCC)
- Super Production
- Super 1600
- Single-Make Cars (voitures issues des championnats monotypes : SEAT Leon Euro Cup, Renault Clio Cup, etc.)

## Nations
Les nations qui participent à cette coupe sont celles qui ont leurs propres championnats de voitures de tourisme.
- Estonie (*)
- Lettonie (*)
- Lituanie (*)
- Danemark
- Finlande
- Allemagne
- Italie
- Portugal
- Russie
- Suède
- Royaume-Uni

(*) Ces trois pays (pays baltes) sont regroupés en un seul championnat.

## Format

### Déroulement des épreuves
Le week-end commence avec une séance d'essais libres de 30 minutes, suivie d'une séance de qualification de 30 minutes.
Le jour de course démarre avec le réchauffement de 15 minutes le matin, puis les deux courses de 50 km chacune.

### Distribution des points
Pour les qualifications, dans chaque catégorie, les 3 premiers pilotes reçoivent des points (le vainqueur reçoit 3 pts, le deuxième 2 et le troisième 1).
Pour chacune des courses, dans chaque catégorie, les points sont distribués dans l'ordre suivant :
| Position | 1er | 2e | 3e | 4e | 5e | 6e | 7e | 8e |
| Points   | 10  | 8  | 6  | 5  | 4  | 3  | 2  | 1  |

### Titres
Les points comptent pour les titres suivant :
- Coupe d'Europe des voitures de Tourisme pour pilotes, catégorie Super 2000 (S2000).
- Coupe d'Europe des voitures de Tourisme pour pilotes, catégorie Super Production (SP).
- Coupe d'Europe des voitures de Tourisme pour pilotes, catégorie Super 1600 (S1600).
- Coupe d'Europe des voitures de Tourisme pour pilotes, catégorie Single-Make (SM).
- Coupe des nations.

(pour le cinquantenaire de la date de création de l'ETCC -première épreuve le 16 juin 1963 avec les 6 Heures du Nürburgring-, la FIA créée en 2013 le Peter Nöcker Trophy qui récompense annuellement le(s) pilote(s) ayant obtenu le plus de victoires indépendamment des classes dans cette Coupe d'Europe.

## Palmarès
| Année | Super 2000          | Super 2000           |                    | Super Production   | Super Production   |                     | Super 1600          | Super 1600          |                     | Trophée mono-marque | Trophée mono-marque |
| Année | Pilote              | Voiture              | Pilote             | Voiture            | Pilote             | Voiture             | Pilote              | Voiture             |                     |                     |                     |
| ----- | ------------------- | -------------------- | ------------------ | ------------------ | ------------------ | ------------------- | ------------------- | ------------------- | ------------------- | ------------------- | ------------------- |
| 2005  | Richard Göransson   | BMW 320i             | Lorenzo Falessi    | Alfa Romeo 147 SP  | Non disputé        | Non disputé         | Non disputé         | Non disputé         |                     |                     |                     |
| 2006  | Ryan Sharp          | SEAT León            | Alexander Lvov     | Honda Civic Type R | Non disputé        | Non disputé         | Non disputé         | Non disputé         |                     |                     |                     |
| 2007  | Michel Nykjær       | SEAT León            | Aleksey Basov (en) | Honda Civic Type R | Non disputé        | Non disputé         | Non disputé         | Non disputé         |                     |                     |                     |
| 2008  | Michel Nykjær       | Chevrolet Lacetti    | Fabio Fabiani      | BMW 320i           | Ralf Martin        | Ford Fiesta ST      | Non disputé         | Non disputé         |                     |                     |                     |
| 2009  | James Thompson      | Honda Accord Euro R  | Marcis Birkens     | Honda Civic Type R | Carsten Seifert    | Ford Fiesta ST      | Non disputé         | Non disputé         |                     |                     |                     |
| 2010  | James Thompson      | Honda Accord Euro R  | Vojislav Lekic     | Honda Civic Type R | Carsten Seifert    | Ford Fiesta ST      | Non disputé         | Non disputé         |                     |                     |                     |
| 2011  | Fabrizio Giovanardi | Honda Accord Euro R  | Aleksandar Tosić   | Honda Civic Type R | Thomas Mühlenz     | Ford Fiesta ST      | Non disputé         | Non disputé         |                     |                     |                     |
| 2012  | Fernando Monje      | SEAT León            | Nikolay Karamyshev | Honda Civic Type R | Kevin Krammes      | Ford Fiesta 1.6 16V | Stian Paulsen       | SEAT León Supercopa |                     |                     |                     |
| 2013  | Petr Fulín          | BMW 320si            | Non disputé        | Non disputé        | Kevin Krammes      | Ford Fiesta 1.6 16V | Mario Dablander     | SEAT León Supercopa |                     |                     |                     |
| Année | TC2 Turbo           | TC2 Turbo            | TC2                | TC2                | Super 1600         | Super 1600          | Trophée mono-marque | Trophée mono-marque |                     |                     |                     |
| 2014  | Nikolay Karamyshev  | Chevrolet Cruze 1.6T | Petr Fulín         | BMW 320si          | Gilles Bruckner    | Ford Fiesta 1.6 16V | Dmitry Bragin       | SEAT León Supercopa |                     |                     |                     |
| 2015  | Davit Kajaia        | BMW 320 TC           | Michal Matějovský  | BMW 320si          | Niklas Mackschin   | Ford Fiesta 1.6 16V | Dušan Borković      | SEAT León Cup Racer |                     |                     |                     |
| Année | Super 2000 / ETCC1  | Super 2000 / ETCC1   | Super 2000 / ETCC1 | Super 2000 / ETCC1 | Super 2000 / ETCC1 | Super 1600          | Super 1600          | Super 1600          | Super 1600          | Super 1600          |                     |
| Année | Pilote              | Pilote               | Pilote             | Voiture            | Voiture            | Pilote              | Pilote              | Pilote              | Voiture             | Voiture             |                     |
| 2016  | Kris Richard        | Kris Richard         | Kris Richard       | Honda Civic TCR    | Honda Civic TCR    | Niklas Mackschin    | Niklas Mackschin    | Niklas Mackschin    | Ford Fiesta 1.6 16V | Ford Fiesta 1.6 16V |                     |
| 2017  | Petr Fulín          | Petr Fulín           | Petr Fulín         | SEAT León TCR      | SEAT León TCR      | Non disputé         | Non disputé         | Non disputé         | Non disputé         | Non disputé         | Non disputé         |

## Couverture télévisuelle
Les courses de la coupe d'Europe ont été diffusées en direct sur Eurosport et Eurosport 2, comme celles du WTCC.